# 卡哈國家公園
卡哈斯國家公園（西班牙語：Parque Nacional El Cajas）是厄瓜多爾的國家公園，位於該國中南部。距離首府昆卡約30公里，属阿蘇艾省，始建於1996年11月5日，面積285.44平方公里。

## 图集

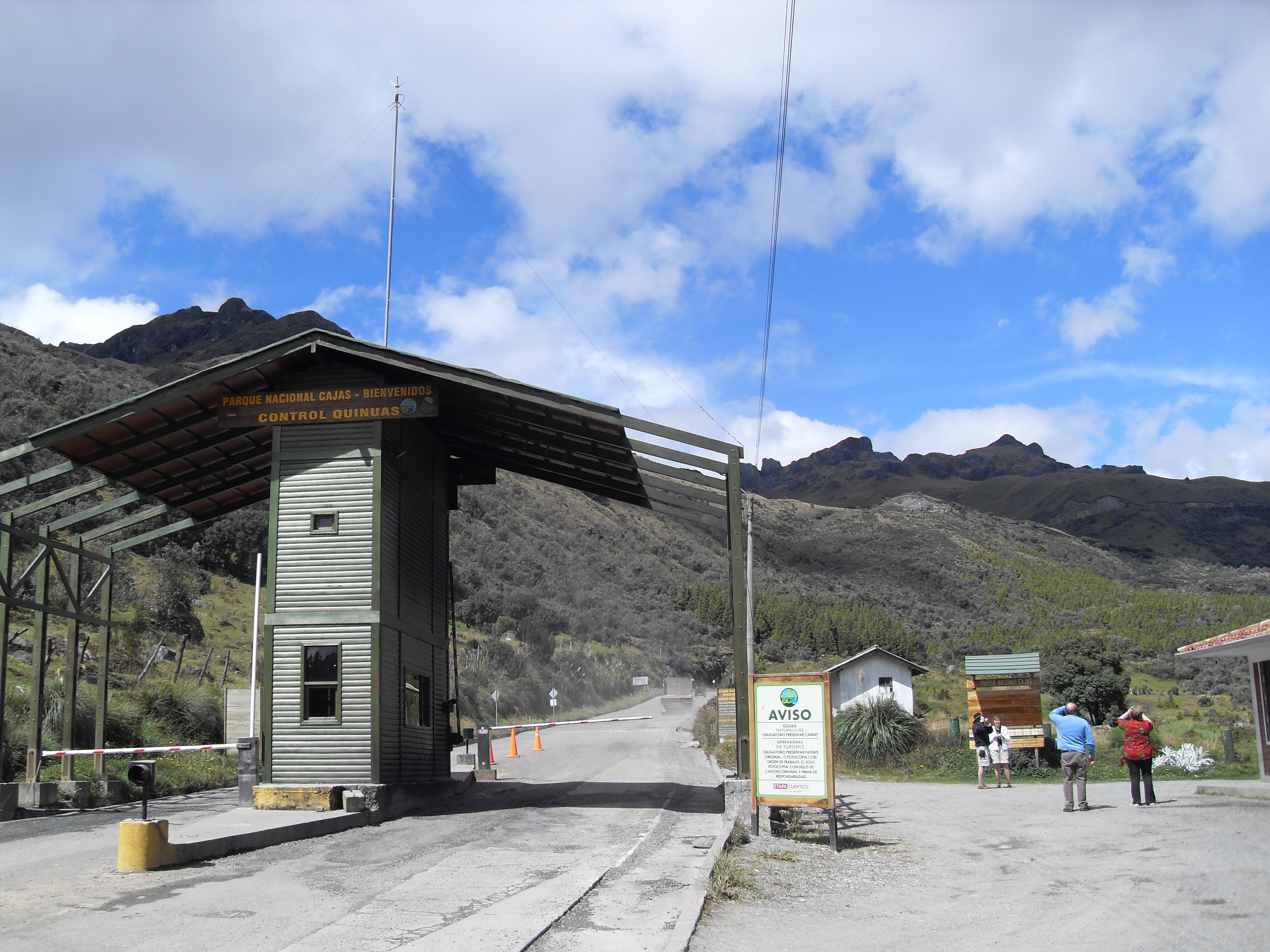
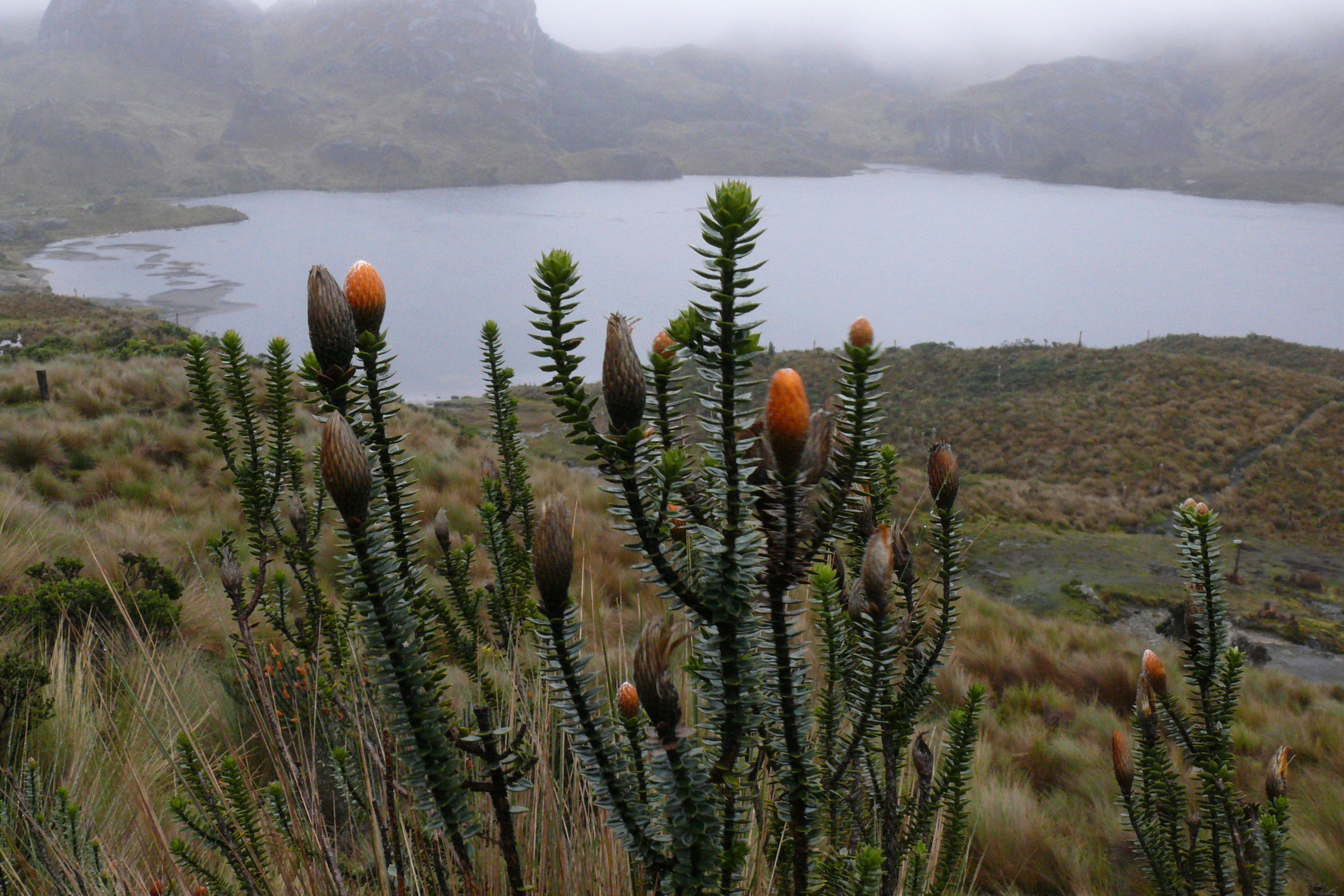
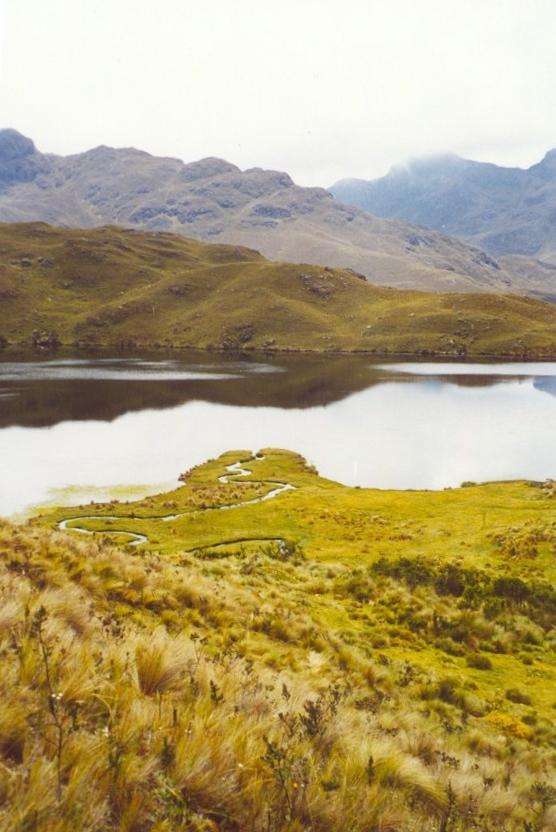
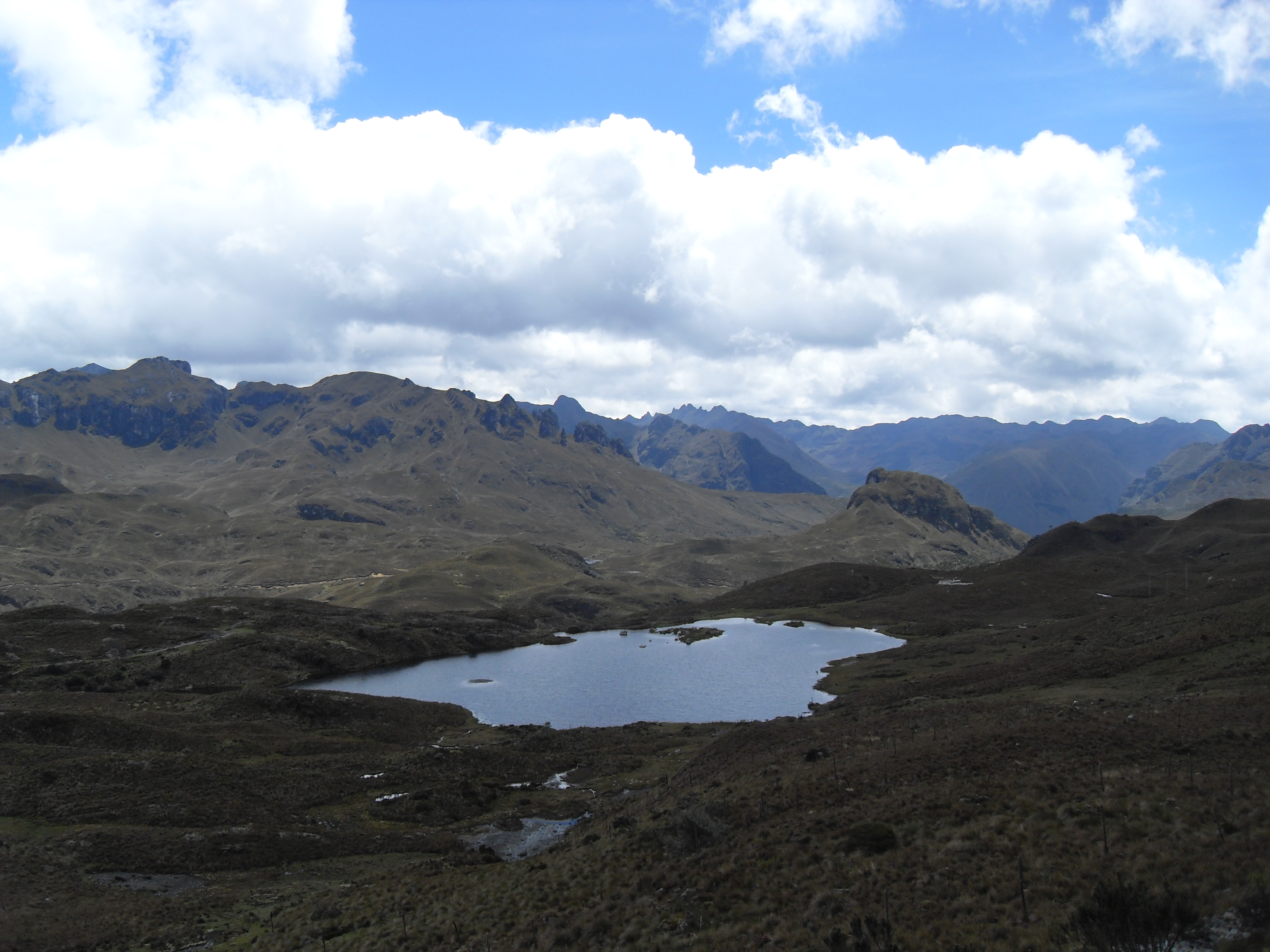

## 外部連結
- Etapa site about the park